# 99950 Euchenor
99950 Euchenor este o planetă minoră (asteroid) din Asteroid troian al lui Jupiter. A fost descoperită pe 19 septembrie 1973 la Observatorul Palomar de Cornelis Johannes van Houten. 
Obiectul prezintă o orbită caracterizată de o semiaxă mare de 5,1412072816104 UAi, o excentricitate de 0,079, o înclinație de 21,9 ° în raport cu ecliptica.